# Singotrunan
Singotrunan is een bestuurslaag in het regentschap Banyuwangi van de provincie Oost-Java, Indonesië. Singotrunan telt 8528 inwoners (volkstelling 2010).